# Liste jüdischer Friedhöfe in Russland
Die Liste jüdischer Friedhöfe in Russland gibt einen Überblick zu jüdischen Friedhöfen (Еврейское кладбище) in Russland. Die Liste erhebt keinen Anspruch auf Vollständigkeit. Die Sortierung erfolgt alphabetisch nach den Ortsnamen.

## Liste der Friedhöfe
| Bezeichnung                                   | Bild           | Ort                     | Weitere Informationen |
| --------------------------------------------- | -------------- | ----------------------- | --------------------- |
| Jüdischer Friedhof (Königsberg)               |                | Königsberg              |                       |
| Jüdischer Friedhof (Ljubawitschi)             | weitere Bilder | Ljubawitschi (Lage)     | siehe                 |
| Jüdischer Friedhof (Naltschik)                |                | Naltschik               |                       |
| Jüdischer Friedhof (Petrosawodsk)             | weitere Bilder | Petrosawodsk            | siehe                 |
| Preobraschenskoje-Friedhof (Sankt Petersburg) | weitere Bilder | Sankt Petersburg (Lage) | siehe                 |
| Jüdischer Friedhof (Tjumen)                   | weitere Bilder | Tjumen                  | siehe                 |
| Jüdischer Friedhof (Wladikawkas)              | weitere Bilder | Wladikawkas (Lage)      | siehe                 |